# Bramall Lane
Bramall Lane è uno stadio calcistico inglese con sede nella città di Sheffield. Ospita le partite casalinghe dello Sheffield United.
Costruito nel 1855, Bramall Lane è il più antico stadio al mondo ancora in grado di ospitare partite di calcio professionistico.